# Charles Mason (astronome)
Pour les articles homonymes, voir Mason et Charles Mason (homonymie).
Charles Mason, né le 25 avril 1728 à Weir (auj. Weir Farm), Oakridge, Gloucestershire - 25 octobre 1786, Philadelphie) est un astronome et géomètre britannique qui contribua aux découvertes du XIXe siècle et à l'histoire des États-Unis notamment par son implication dans la cartographie de la ligne Mason-Dixon (1764-1768).

## Biographie
Après ses études, soutenu en mathématiques par Robert Stratford, ses talents furent remarqués par l'astronome royal James Bradley qui vivait à proximité. Bradley lui offrit en 1756 un poste d'assistant à l'observatoire royal de Greenwich, près de Londres.
Il devient alors familier des Tables de la Lune de Tobias Mayer qui permettaient la mesure de la longitude en mer, un problème qui défiait les scientifiques depuis des décennies. Mason consacra sa vie au perfectionnement de ces tables afin de faciliter la navigation.
En 1760, la Royal Society prépare des expéditions à travers le monde entier pour l'observation du transit de Vénus de 1761. Mason fut initialement affecté avec l'astronome Nevil Maskelyne à l'expédition pour l'observation depuis Sainte-Hélène, mais par manque de personnel, on lui proposa de faire équipe avec Jeremiah Dixon pour aller au comptoir anglais de Bengkulu à Sumatra. Il accepta, entamant ainsi une longue période de collaboration avec Dixon.
L'expédition Mason-Dixon part le 8 janvier 1761 de Plymouth à bord du HMS Seahorse, mais doit revenir immédiatement après avoir été attaquée le 10 janvier par la frégate française L'Aigrette. L'expédition ne repart que le 3 février suivant et doit renoncer à atteindre Sumatra. Les deux astronomes atteignent tout de même l'Afrique du Sud le 27 avril. Ils érigeront un observatoire de fortune et réussiront à mesurer le transit. Ils y restent jusqu'en octobre avant de rejoindre Maskelyne à Sainte-Hélène.
La précision de leurs observations sera saluée par la communauté scientifique.
Un litige territorial opposait depuis 1681 les États de Pennsylvanie et du Maryland, les protagonistes Thomas Penn et Frederick Calvert se résolurent en 1763 à faire appel à des géomètres britanniques. James Bradley dépêcha Mason et Dixon sur place et ils reprirent les travaux inachevés ou imprécis des cartographes américains jusqu'en 1768. Leur première tâche consista à tracer une ligne partant du milieu de la ligne transpéninsulaire de Delmarva et arrivant au nord tangente au cercle des 12 miles autour de New Castle, séparant la Pennsylvanie des trois comtés qui deviendront plus tard le Delaware. Grâce à leurs instruments et leur méthode astronomique plutôt que fil à plomb et boussole, ils achevèrent ce tracé avec une erreur de quelques mètres là où leurs prédécesseurs tombaient à plus de 300 mètres à cause des anomalies de gravité et de champ magnétique. Partant du cercle des 12 miles, ils tracèrent ensuite la frontière est-ouest entre la Pennsylvanie et le Maryland, qui passera à la postérité sous le nom de ligne Mason-Dixon et qui demeure réputée aujourd'hui par le rôle de frontière culturelle qu'elle a jouée entre les États du sud et du nord des États-Unis. L'expédition ayant négocié avec les Iroquois son passage au-delà du Potomac, s'enfonça à l'ouest autant que le permettaient le courage des défricheurs et l'hostilité des autres tribus. Elle s'arrêta au bout de 233 miles (375 kilomètres) quand elle atteint le Grand Sentier de Guerre Indien que les Mohawks imposèrent comme limite.
Mason et Dixon furent nommés membres correspondants de la Société américaine de philosophie en avril 1768.
En 1769, les deux complices sont séparés par le nouveau transit de Vénus qui les avait réunis auparavant: Dixon est volontaire pour aller l'observer en Norvège, mais Mason décline l'invitation, refroidi par les difficultés de la dernière expédition et l'attitude de la Royal Society après l'attaque maritime dont il fut victime. Sur l'insistance de Maskelyne, devenu astronome royal, il acceptera quand même d'aller observer le transit depuis l'Irlande. Malgré la proximité de sa destination, la météo fit durer le voyage pendant 3 semaines. Il s'installa à Cavan près de Lifford, deux mois avant le transit pendant lesquels il fit de nombreuses mesures préliminaires. Au cours du transit en juin, il observa comme les autres astronomes le phénomène de la goutte noire, mais ne put mesurer que les 1er et 2e contacts à cause de la couverture nuageuse. Il dut rester sur place jusqu'à fin décembre afin de pouvoir déterminer précisément sa longitude, ce dernier calcul fut l'une des mesures astronomiques les plus précises jamais réalisée à l'époque.
Revenu en Angleterre, Mason se remarie en 1770 et se consacre aux travaux du Royal Observatory, du Board of Longitude et de la Royal Society. En 1771, à la demande de Maskelyne, Mason conçoit l'expérience de vérification astronomique de la déviation de la verticale due à l'attraction des montagnes et choisit le Schiehallion en Écosse comme site, mais à cause de sa santé, de la grossesse de sa femme et de l'insuffisance des émoluments, il laissera la réalisation à Maskelyne.
En 1780, après avoir grandement amélioré les tables de la Lune et l'Almanach Nautique (ses versions resteront publiées longtemps après sa mort), il revendique le prix de 5000 £ du Board of Longitude, soutenu par Jérôme Lalande. Il fut débouté de ses prétentions et ne reçut qu'une récompense de 1317 £. Désillusionné et déçu par le manque de soutien de Maskelyne, il décide de repartir en Amérique.
En 1786, il s'installe avec sa famille à Philadelphie. Il est alors en contact avec son ami Benjamin Franklin et projette d'éditer une version américaine de l'Almanach Nautique, mais la maladie l'emporte avant qu'il ne puisse concrétiser ce projet.

## Hommages posthumes
- Mason, cratère lunaire.
- (3131) Mason-Dixon, astéroïde.
- Charles Mason et Jeremiah Dixon sont les personnages du roman de Thomas Pynchon Mason & Dixon (1997). Mark Knopfler s'en inspira pour écrire la chanson Sailing to Philadelphia sur l'album éponyme.